# Ingeborg Eberth
Jenny Ingeborg Hässler, under en period Eberth, född 10 november 1889 i Klara församling, Stockholm, död 14 augusti 1977 i Gustav Vasa församling, Stockholm, var en svensk sjukgymnast, känd som Ivar Kreugers livskamrat under olika perioder i början på 1900-talet.
Hon var dotter till bokförläggaren Adolf Otto Alfred Hässler (d. 1929) och Jenny Charlotta Hässler, född Törnbom (d. 1937). 
Ingeborg Hässler utexaminerades 1912 från Kjellbergs gymnastikinstitut i Stockholm, och var sammanboende med Ivar Kreuger under olika perioder i början på 1900-talet, tidigast från cirka 1913. Hon hade avsikten att ingå äktenskap med honom och bilda familj, men när dessa planer inte infriades beslöt hon sig för att bryta förhållandet. 1916 flyttade hon till Danmark och gifte sig den 24 september 1917 med en dansk ingenjör vid namn Eberth. 1919 fick de dottern Grete Eberth (1919-2002), senare skådespelerska. 
År 1924 upplöstes äktenskapet, varvid hon flyttade tillbaka till Stockholm med sin dotter och återupptog förhållandet med Ivar Kreuger. Kreuger höll henne då med en egen våning i Stockholm. Enligt hennes bok om tiden med Kreuger var hon i stort sett ekonomiskt oberoende av honom, eftersom hon hade en egen inkomst genom sitt arbete som sjukgymnast och började arbeta som sådan direkt efter sin examen.
Vid ett tillfälle kom hennes förre man till Stockholm, kidnappade dottern och förde henne till Danmark. Ingeborg Eberth åkte då dit utan att kontakta myndigheter eller polis. Hon lyckades spåra var dottern befann sig och förde henne själv direkt ut till kusten, där de flydde över Öresund med en privat fiskebåt som tog dem till den svenska kusten och vidare med tåg upp till Stockholm. Dottern fick därefter vara ifred för sin far vad gäller vårdnaden.
Den bästa tiden i förhållandet med Kreuger beskriver hon var under deras många resor till Paris och London som han alltid kombinerade med olika affärsmöten samt speciellt de veckor de tillbringade på somrarna ute på Ängsholmen som hon kallade "lycksalighetens ö".
Hon skriver vidare i sin bok om livet med Kreuger att "I själva verket hade Ivar Kreuger ingen håg eller fallenhet för att gifta sig. Han hade ett starkt behov av ensamhet och han kunde inte tåla band av något slag". Ingeborg behöll efternamnet Eberth efter sin skilsmässa, förmodligen av hänsyn till sin dotter. Förhållandet med Kreuger efter återföreningen varade fram till omkring 1928, varefter de enbart hade sporadiska kontakter, mestadels per telefon. Sista gången Ingeborg Eberth träffade Ivar Kreuger var i november 1931, strax innan han anträdde sin sista resa till Amerika. Hon har om detta möte skrivit att Kreuger då uppträdde rastlöst och verkade uttröttad. Beskedet om att Ivar Krueger hade begått självmord i Paris 12 mars 1932 fick hon dagen efter via tidningarna. I Kreugers testamente hade han avsatt 500 000 kr till Ingeborg Eberth (motsvarande cirka 13,5 miljoner kr i 2009 års penningvärde), vilket dock aldrig utbetalades eftersom dödsboet försattes i konkurs i samband med Kreugerkraschen. Testamentet innehöll också ett årligt belopp på 7000 kr (motsvarande cirka 190 000 kr år 2009) per år till Ingeborg Eberths mor Jenny Hässler, som hade blivit änka 1929, som inte heller någonsin utbetalades.